# A Long Hot Summer
A Long Hot Summer is het derde soloalbum van Amerikaans muzikant Masta Ace, dat op 3 augustus 2004 verscheen. Dit album werd onder andere geproduceerd door 9th Wonder, Koolade en Masta Ace zelf.
De eerste single die verscheen van dit album was 'Beautiful'.